# Нижній Турів
Нижній Ту́рів — село в Україні, у Самбірському районі Львівської області. Населення становить 512 осіб. Орган місцевого самоврядування - Боринська селищна рада.

## Географія
Розташоване в долині потоку Списаний за 9 км від найближчої залізничної станції Нижня Яблунька та 16 км від райцентру Турка. Попри село пролягає автошлях Н 13.

## Історія
Село Нижній Турів (Турочка Матенчина, Турочки Нижні) було засноване над притоками р. Яблунька — р.Писана та потоками Ясен і Рощен у 1556 р. на підставі привілею королеви Ізабелли, наданого солтисам Павлу Івашковичу і Теодору Ячковичу. Це доручення у 1567 р. було підтверджене грамотою короля Сигізмунда Августа. Дерев'яна церква латинізованого типу в Н. Турові була споруджена у 1792 р. на місці старої церкви (1556 р.). Ця церква була розібрана у 1913 р. (до цього часу збереглися сліди старих фундаментів) і поблизу неї, у 1914 р., було побудовано церкву Успення Пр. Богородиці в неоукр'аїнському стилі.
У Радянсько-німецькій війні на боці СРСР брали участь 138 селян, з них 26 загинули. У 1974 році в пам'ять про загиблих у селі встановлено обеліск.
7.5.1946 перейменували село Турочки Нижні Турочко-Нижнянської сільської Ради Боринського району на село Нижній Турів.
Після приходу радянської окупаційної влади організовано примусову колективізацію, селян зігнали на роботу до відділення місцевого радгоспу.

## Пам'ятки
- Дерев'яна церква Успіння Пресвятої Богородиці 1914 року. У ній зберігаються ікона XVIII ст. зі старої церкви та Євангеліє львівського друку XVII ст. із церкви Св. Дмитра у Соколиках. Поблизу церкви розташована триярусна дерев'яна дзвіниця 1914 р., на прицерковній території є кілька старих надгробних хрестів. Окрім того, у присілку Соколіки є церква Великомученика Димитрія Солунського. Обидва храми належать до ПЦУ[2].
- У селі збереглися традиційна дерев'яна бойківська забудова й загорожі, старі мости, є багато придорожніх капличок і хрестів.

## Населення
- 1880—417 (з них 385 греко-католиків русинів та 32 юдеї)[3]
- 1921—614 мешканців
- 1970—570 мешканців, дворів — 155[4]
- 1989—480 (231 чол., 249 жін.)[5]
- 2001—512[6]

### Мова
Розподіл населення за рідною мовою за даними перепису 2001 року:
| Мова       | Кількість | Відсоток |
| ---------- | --------- | -------- |
| українська | 512       | 100%     |

## Господарство
У часи СРСР на теренах села діяли дві польові бригади, ферма і дві пилорами нижньояблунецького радгоспу «Турківський». Також працювала взуттєва майстерня.

## Соціальна сфера
Восьмирічна школа, бібліотека (7400 книг), ФАП, три крамниці.

## Уродженці
- Маєцький Тарас Михайлович (1983—2017) — учасник російсько-української війни.[8]
- Розлуцька Анастасія Богданівна - журналістка, громадська діячка, волонтерка, авторка проєкту "Безкоштовні курси української мови".[9]
- Мандзяк Віктор Юрійович - блогер, фітнес-тренер, нутриціолог, автор книг про схуднення та здоровий спосіб життя.[10]